# 旋转后丘蛛
旋转后丘蛛（学名：Dipoenura cyclosoides）为球蛛科后丘蛛属的动物。分布于非洲以及中国大陆的海南、广西等地。